# Revolta Normanda de 996
A Revolta Normanda de 996 foi uma revolta camponesa que ocorreu durante o principado de Ricardo II da Normandia, que, entre 996 e 1026, foi Duque da Normandia.[carece de fontes?]
Foi um movimento contra os abusos da exploração senhorial, em particular no uso da água e das florestas.[carece de fontes?]
Foi duramente reprimida pelo Conde Raoul, que ordenou que os pés e as mãos dos líderes rebeldes fossem cortadas.